# Leonard Siemiątkowski
Leonard Siemiątkowski (ur. 24 października?/6 listopada 1917 w Jekaterynosławiu, zm. 12 kwietnia 2014) – polski polityk, bankowiec, prezes Narodowego Banku Polskiego i wiceminister finansów w latach 1968–1972.

## Życiorys
Ukończył gimnazjum w Warszawie, a następnie rozpoczął studia na Wydziale Prawa Uniwersytetu Warszawskiego. Brał udział w kampanii wrześniowej jako podoficer pułku piechoty. Po kapitulacji twierdzy Modlin dostał się do niewoli niemieckiej, w której pracował dla niemieckiego gospodarza w miejscowości Skupie do końca wojny. Po oswobodzeniu wstąpił do Milicji Obywatelskiej. Następnie przeniósł się do Olsztyna, gdzie pracował w Wojewódzkim Urzędzie Ziemskim. Należał także do: Związku Niezależnej Młodzieży Socjalistycznej i Związku Akademickiej Młodzieży Polskiej (wchodził w skład zarządu tej organizacji). W 1950 ukończył studia na Wydziale Prawno-Ekonomicznym Uniwersytetu im. Mikołaja Kopernika w Toruniu, po czym został zatrudniony w oddziale Narodowego Banku Polskiego w Toruniu, następnie w Chełmży, gdzie był organizatorem i kierownikiem. W okresie 1951–1952 był dyrektorem Oddziału NBP w Bydgoszczy, następnie kierował oddziałem wojewódzkim NBP w Krakowie, a w grudniu 1959 objął funkcję dyrektora Departamentu Kredytów Przemysłu tego banku.
Od 17 września 1968 do 29 grudnia 1972 pełnił funkcję prezesa NBP i jednocześnie w tym okresie był podsekretarzem stanu w Ministerstwie Finansów. W latach 1972–1973 sprawował funkcję wiceprezesa zarządu Banku Handlowego w Warszawie, a od 1973 do 1978 był prezesem zarządu Mitteleuropaeische Handelsbank AG we Frankfurcie.
Od 1948 należał do Polskiej Partii Robotniczej, a następnie do Polskiej Zjednoczonej Partii Robotniczej. Wchodził w skład Komitetu Uczelnianego PZPR na UMK, a w 1951 został członkiem Komitetu Miejskiego i kierownikiem Ośrodka Szkolenia Partyjnego w Chełmży. Od 1955 do 1959 był członkiem Komisji Ekonomicznej Komitetu Wojewódzkiego PZPR w Krakowie. W 1961 został członkiem Komitetu Zakładowego tej partii w NBP.

## Odznaczenia
- Krzyż Komandorski Orderu Odrodzenia Polski (1969)[4]